# Тойметсола
Тойметсо́ла (рос. Тойметсола, марій. Тойметсола) — присілок у складі Моркинського району Марій Ел, Росія. Входить до складу Шалинського сільського поселення.

## Населення
Населення — 87 осіб (2010; 98 у 2002).
Національний склад (станом на 2002 рік):
- лучні марійці — 100 %